# Augochloropsis nothus
Augochloropsis nothus är en biart som först beskrevs av Cockerell 1914.  Augochloropsis nothus ingår i släktet Augochloropsis och familjen vägbin. Inga underarter finns listade.